# ATP German Open 1997 - Qualificazioni singolare
Le qualificazioni del singolare  dell'ATP German Open 1997 sono state un torneo di tennis preliminare per accedere alla fase finale della manifestazione. I vincitori dell'ultimo turno sono entrati di diritto nel tabellone principale. In caso di ritiro di uno o più giocatori aventi diritto a questi sono subentrati i lucky loser, ossia i giocatori che hanno perso nell'ultimo turno ma che avevano una classifica più alta rispetto agli altri partecipanti che avevano comunque perso nel turno finale.
Le qualificazioni del torneo ATP German Open 1997 prevedevano 28 partecipanti di cui 7 sono entrati nel tabellone principale.

## Teste di serie
1. Alexander Volkov (primo turno)
2. Carlos Costa (ultimo turno)
3. Oliver Gross (ultimo turno)
4. Daniel Nestor (primo turno)
5. Jérôme Golmard (primo turno)
6. Marcos Górriz (Qualificato)
7. Dinu Pescariu (ultimo turno)

1. Axel Pretzsch (primo turno)
2. Marzio Martelli (Qualificato)
3. Martin Sinner (ultimo turno)
4. Lars Rehmann (primo turno)
5. Fernando Vicente (primo turno)
6. Alberto Martín (Qualificato)
7. Filip Dewulf (Qualificato)

## Qualificati
1. Jacobo Diaz-Ruiz
2. Filip Dewulf
3. Alberto Martín
4. Mark Knowles

1. Tomas Nydahl
2. Marcos Górriz
3. Marzio Martelli

## Tabellone

### Legenda
| - Q = Qualificato - WC = Wild card - LL = Lucky loser | - ALT = Alternate - SE = Special Exempt - PR = Protected Ranking | - w/o = Walkover - r = Ritirato - d = Squalificato |

### Sezione 1
|  | Primo turno | Primo turno       | Primo turno       | Primo turno | Primo turno |  |  | Ultimo turno      | Ultimo turno      | Ultimo turno | Ultimo turno | Ultimo turno |  |
|  |             |                   |                   |             |             |  |  |                   |                   |              |              |              |  |
|  |             | Cristiano Caratti | Cristiano Caratti | 6           | 6           |  |  |                   |                   |              |              |              |  |
|  | 1           | Alexander Volkov  | Alexander Volkov  | 2           | 2           |  |  | Cristiano Caratti | Cristiano Caratti | 6            | 3            | 2            |  |
|  |             | Jacobo Diaz-Ruiz  | Jacobo Diaz-Ruiz  | 6           | 6           |  |  | Jacobo Diaz-Ruiz  | Jacobo Diaz-Ruiz  | 4            | 6            | 6            |  |
|  | 12          | Fernando Vicente  | Fernando Vicente  | 3           | 0           |  |  |                   |                   |              |              |              |  |

### Sezione 2
|  | Primo turno | Primo turno      | Primo turno      | Primo turno | Primo turno |  |  | Ultimo turno | Ultimo turno | Ultimo turno | Ultimo turno | Ultimo turno |  |
|  |             |                  |                  |             |             |  |  |              |              |              |              |              |  |
|  | 2           | Carlos Costa     | Carlos Costa     | 6           | 6           |  |  |              |              |              |              |              |  |
|  |             | Lars Burgsmüller | Lars Burgsmüller | 3           | 2           |  |  | 2            | Carlos Costa | Carlos Costa | 3            | 1            |  |
|  | 14          | Filip Dewulf     | Filip Dewulf     | 6           | 7           |  |  | 14           | Filip Dewulf | Filip Dewulf | 6            | 6            |  |
|  |             | Dirk Dier        | Dirk Dier        | 4           | 5           |  |  |              |              |              |              |              |  |

### Sezione 3
|  | Primo turno | Primo turno         | Primo turno         | Primo turno | Primo turno |  |  | Ultimo turno | Ultimo turno   | Ultimo turno | Ultimo turno | Ultimo turno |  |
|  |             |                     |                     |             |             |  |  |              |                |              |              |              |  |
|  | 3           | Oliver Gross        | Oliver Gross        | 6           | 7           |  |  |              |                |              |              |              |  |
|  |             | Omar Camporese      | Omar Camporese      | 1           | 6           |  |  | 3            | Oliver Gross   | 5            | 7            | 0            |  |
|  | 13          | Alberto Martín      | Alberto Martín      | 7           | 6           |  |  | 13           | Alberto Martín | 7            | 5            | 6            |  |
|  |             | Frederik Fetterlein | Frederik Fetterlein | 5           | 4           |  |  |              |                |              |              |              |  |

### Sezione 4
|  | Primo turno | Primo turno     | Primo turno     | Primo turno | Primo turno |  |  | Ultimo turno | Ultimo turno | Ultimo turno | Ultimo turno | Ultimo turno |  |
|  |             |                 |                 |             |             |  |  |              |              |              |              |              |  |
|  |             | Mark Knowles    | Mark Knowles    | 6           | 6           |  |  |              |              |              |              |              |  |
|  | 4           | Daniel Nestor   | Daniel Nestor   | 2           | 4           |  |  | Mark Knowles | Mark Knowles | Mark Knowles | 6            | 6            |  |
|  |             | Lars Rehmann    | Lars Rehmann    | 6           | 6           |  |  | Lars Rehmann | Lars Rehmann | Lars Rehmann | 1            | 3            |  |
|  | 11          | Andrej Čerkasov | Andrej Čerkasov | 3           | 4           |  |  |              |              |              |              |              |  |

### Sezione 5
|  | Primo turno | Primo turno    | Primo turno    | Primo turno | Primo turno |  |  | Ultimo turno | Ultimo turno  | Ultimo turno  | Ultimo turno  | Ultimo turno |  |
|  |             |                |                |             |             |  |  |              |               |               |               |              |  |
|  |             | Tomas Nydahl   | Tomas Nydahl   | 6           | 6           |  |  |              |               |               |               |              |  |
|  | 5           | Jérôme Golmard | Jérôme Golmard | 0           | 1           |  |  |              | Tomas Nydahl  | Tomas Nydahl  | Tomas Nydahl  | 6            |  |
|  | 10          | Martin Sinner  | Martin Sinner  | 6           | 6           |  |  | 10           | Martin Sinner | Martin Sinner | Martin Sinner | 2r           |  |
|  |             | Ralf Wilmink   | Ralf Wilmink   | 2           | 1           |  |  |              |               |               |               |              |  |

### Sezione 6
|  | Primo turno | Primo turno         | Primo turno         | Primo turno | Primo turno |  |  | Ultimo turno | Ultimo turno  | Ultimo turno  | Ultimo turno | Ultimo turno |  |
|  |             |                     |                     |             |             |  |  |              |               |               |              |              |  |
|  | 6           | Marcos Górriz       | Marcos Górriz       | 6           | 6           |  |  |              |               |               |              |              |  |
|  |             | Vincenzo Santopadre | Vincenzo Santopadre | 4           | 4           |  |  | 6            | Marcos Górriz | Marcos Górriz | 7            | 6            |  |
|  |             | Axel Pretzsch       | Axel Pretzsch       | 6           | 6           |  |  |              | Axel Pretzsch | Axel Pretzsch | 5            | 3            |  |
|  | 8           | Andrej Ol'chovskij  | Andrej Ol'chovskij  | 4           | 0           |  |  |              |               |               |              |              |  |

### Sezione 7
|  | Primo turno | Primo turno      | Primo turno | Primo turno | Primo turno |  |  | Ultimo turno | Ultimo turno    | Ultimo turno    | Ultimo turno | Ultimo turno |  |
|  |             |                  |             |             |             |  |  |              |                 |                 |              |              |  |
|  | 7           | Dinu Pescariu    | 6           | 3           | 6           |  |  |              |                 |                 |              |              |  |
|  |             | Francisco Roig   | 3           | 6           | 2           |  |  | 7            | Dinu Pescariu   | Dinu Pescariu   | 6            | 4            |  |
|  | 9           | Marzio Martelli  | 6           | 6           | 6           |  |  | 9            | Marzio Martelli | Marzio Martelli | 7            | 6            |  |
|  |             | Rainer Schüttler | 7           | 3           | 4           |  |  |              |                 |                 |              |              |  |